# Воскобійник Олексій Іванович
Олексій Іванович Воскобійник (Воскобойник) — український радянський діяч, начальник Управління в справах кінематографії при РНК УРСР, міністр кінематографії Української РСР (1946—1947).

## Біографія
Освіта вища. Член ВКП(б).
У 1944 (затверджений у вересні 1944) — 26 березня 1946 року — начальник Управління в справах кінематографії при Раді народних комісарів Української РСР.
26 березня 1946 — 18 січня 1947 року — міністр кінематографії Української РСР.
У січні 1947 — після 1948 року — завідувач сектору Управління справами Ради міністрів Української РСР.
Подальша доля невідома.

## Нагороди
- орден Трудового Червоного Прапора (23.01.1948)
- медалі